# Simon Michailidis
Simon Michailidis (* 7. června 1969) je český pracovník ve vězeňství, od října 2021 generální ředitel Vězeňské služby ČR.

## Život
V letech 1993–1994 působil jako strážný a posléze jako dozorce II. třídy ve Věznici Opava, od roku 1994 sloužil ve Věznici Stráž pod Ralskem. Nejprve byl dozorcem I. třídy, od roku 1998 radou oddělení prevence a stížností a poté vedoucím tohoto oddělení. V letech 1998–2003 vystudoval Husitskou teologickou fakultu Univerzity Karlovy. Od roku 2003 byl prvním zástupcem ředitele věznice ve Stráži pod Ralskem, od roku 2010 pak byl jejím ředitelem. V roce 2016 nastoupil jako náměstek generálního ředitele pro vzdělávání a odborné zacházení na Generální ředitelství Vězeňské služby České republiky (VS ČR). Dne 1. října 2021 byl jmenován generálním ředitelem VS ČR, když ve funkci nahradil Petra Dohnala, který přibližně rok před skončením svého funkčního období odešel na vlastní žádost do civilu.
Dne 8. května 2017 jej prezident Miloš Zeman jmenoval brigádním generálem a dne 8. května 2022 generálmajorem. Dne 28. října 2024 ho prezident Petr Pavel jmenoval do hodnosti hodnosti generálporučíka. V červenci 2025 oznámil, že k 30. září 2025 odejde z osobních důvodů z funkce generálního ředitele Vězeňské služby ČR, jeho nástupcem se stane dosavadní první náměstek bezpečnostního sboru Tomáš Hůlka.